# 2299 Hanko
2299 Hanko је астероид главног астероидног појаса чија средња удаљеност од Сунца износи 2,588 астрономских јединица (АЈ).
Апсолутна магнитуда астероида је 13,3.